# Constants trigonomètriques exactes

Constants trigonomètriques exactes dels angles múltiples de 30 i de 45 graus representades en la circumferència goniomètrica

Les expressions per a les constants trigonomètriques exactes de vegades són útils, principalment per a simplificar altres expressions, transformant-les de manera que en comptes d'intervenir funcions trigonomètriques intervinguin radicals que després es poden simplificar.
Tots els valors de les funcions trigonomètriques d'angles múltiples de 3° es poden obtenir a partir de les identitats trigonomètriques de l'angle meitat i de la suma i diferència d'angles, i dels valors de les funcions trigonomètriques dels angles de 0°, 30°, 36° i 45°. Fixeu-vos que 1° = π/180 radians.
Aquest article és incomplet, almenys en dos sentits. Primer, sempre es pot aplicar la fórmula de l'angle meitat per a trobar l'expressió de cosinus de la meitat de l'angle més petit de la taula. En segon lloc, aquest article només fa servir els dos primers dels cinc nombres primers de Fermat coneguts: 3 i 5; i les funcions trigonomètriques d'altres angles, com ara 2π/7, 2π/9 (= 40°), i 2π/13 (així com altres polígons construïbles, 2π/17, 2π/257, or 2π/65537) també són resolubles per radicals. A la pràctica, tots els valors de les funcions trigonomètriques que no es troben en aquest article s'aproximen fent servir tècniques que es descriuen en l'article Construcció de les taules trigonomètriques.

## Càlcul de les funcions dels angles de partida
Tots els valors de les funcions trigonomètriques dels angles múltiples de 3° es poden calcular a partir dels valors dels angles de 30,45 i 36 graus. Tot seguit s'explica com es calculen els valors de les constants trigonomètriques d'aquests angles de partida.

### Angle de 30°

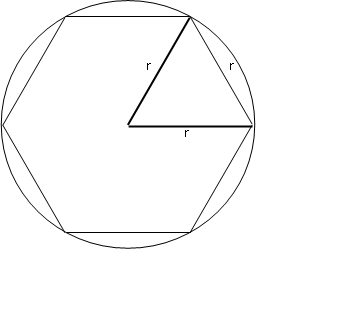
La corda(60°) = r/r = 1

#### Mètode geomètric
Observant l'hexàgon de la figura, l'angle que formen els dos radis és de 360°/6=60° i l'angle que formen els radis amb els costats és de 120°/2=60°, per tant el triangle format pels dos radis i el costat és equilàter. Llavors la corda de l'angle que formen els dos radis, és a dir la corda de 60° és:
{\displaystyle {\text{crd}}\left(60^{{}^{\circ }}\right)={\frac {r}{r}}=1}
Per tant, el sinus de l'angle de 30° ha de ser:
{\displaystyle \sin \left(30^{{}^{\circ }}\right)={\frac {1}{2}}{\text{crd}}\left(2\cdot 30^{{}^{\circ }}\right)={\frac {1}{2}}}
Aplicant la identitat trigonomètrica de Pitàgores s'obté el cosinus:
{\displaystyle \cos \left(30^{{}^{\circ }}\right)={\sqrt {1-\sin ^{2}\left(30^{{}^{\circ }}\right)}}={\sqrt {1-\left({\frac {1}{2}}\right)^{2}}}={\frac {\sqrt {3}}{2}}}

#### Mètode algebraic
Aplicant la identitat trigonomètrica de l'angle triple es té:
{\displaystyle {\begin{aligned}&\cos \left(3\cdot 30^{{}^{\circ }}\right)=4\cos ^{3}\left(30^{{}^{\circ }}\right)-3\cos \left(30^{{}^{\circ }}\right)\\&4\cos ^{3}\left(30^{{}^{\circ }}\right)-3\cos \left(30^{{}^{\circ }}\right)=0\\\end{aligned}}}
Com que cos(30) és diferent de zero, dividint per cos(30) i resolent queda:
{\displaystyle {\begin{aligned}&4\cos ^{2}\left(30^{{}^{\circ }}\right)-3=0\\&\cos \left(30^{{}^{\circ }}\right)={\frac {\sqrt {3}}{2}}\\\end{aligned}}}
A partir d'aquí aplicant la identitat pitagòrica:
{\displaystyle \sin \left(30^{{}^{\circ }}\right)={\sqrt {1-\cos ^{2}\left(30^{{}^{\circ }}\right)}}={\sqrt {1-\left({\frac {\sqrt {3}}{2}}\right)^{2}}}={\sqrt {\frac {4-3}{4}}}={\frac {1}{2}}}

### Angle de 45°

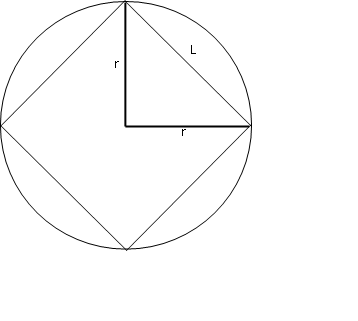
A partir del teorema de Pitàgores la corda(90°) = L/r = √2

#### Mètode geomètric
Observant el quadrat la figura, l'angle que formen els dos radis és de 90°, per tant pel teorema de Pitàgores la longitud del costat ha de ser:
{\displaystyle L={\sqrt {r^{2}+r^{2}}}=r{\sqrt {2}}}
Llavors la corda de l'angle de 90° resulta:
{\displaystyle {\text{crd}}\left(90^{{}^{\circ }}\right)={\frac {L}{r}}={\frac {r{\sqrt {2}}}{r}}={\sqrt {2}}}
Per tant, el sinus de 45° és:
{\displaystyle \sin \left(45^{{}^{\circ }}\right)={\frac {1}{2}}{\text{crd}}\left(2\cdot 45^{{}^{\circ }}\right)={\frac {\sqrt {2}}{2}}}
I aplicant la identitat pitagòrica, el cosinus és:
{\displaystyle \cos \left(45^{{}^{\circ }}\right)={\sqrt {1-\sin ^{2}\left(45^{{}^{\circ }}\right)}}={\sqrt {1-\left({\frac {\sqrt {2}}{2}}\right)}}={\sqrt {\frac {4-2}{4}}}={\frac {\sqrt {2}}{2}}}

#### Mètode algebraic
Aplicant les identitats trigonomètriques de l'angle meitat a 90°/2=45° i tenint en compte que cos(90°)=0, dona de forma immediata:
{\displaystyle {\begin{aligned}&\sin \left({\frac {90^{{}^{\circ }}}{2}}\right)={\sqrt {\frac {1-\cos \left(90^{{}^{\circ }}\right)}{2}}}={\sqrt {\frac {1-0}{2}}}={\sqrt {\frac {2}{4}}}={\frac {\sqrt {2}}{2}}\\&\cos \left({\frac {90^{{}^{\circ }}}{2}}\right)={\sqrt {\frac {1+\cos \left(90^{{}^{\circ }}\right)}{2}}}={\frac {\sqrt {2}}{2}}\\\end{aligned}}}

### Angle de 36°

La corda(108°) = b/a = φ, a partir del teorema de Ptolemeu

#### Mètode geomètric
Observant la figura l'angle DCB és un dels angles del pentàgon i, per tant, mesura 108°, com que els costats CD i CB són iguals, aquest triangle és isòsceles i, per tant, la corda de l'angle de 108° és:
{\displaystyle {\text{crd}}(108^{{}^{\circ }})={\text{crd}}(\angle D{\text{CB}})={\frac {b}{a}}}
Aplicant el teorema de Ptolemeu al quadrilàter cíclic ABCD s'obté:
{\displaystyle b^{2}=ab+a^{2}}
Dividint els dos cantons de la igualtat entre {\displaystyle a^{2}} i operant resulta:
{\displaystyle {\begin{aligned}&{\frac {b^{2}}{a^{2}}}={\frac {ab}{a^{2}}}+{\frac {a^{2}}{a^{2}}}\\&\left({\frac {b}{a}}\right)^{2}-\left({\frac {b}{a}}\right)-1=0\\&{\frac {b}{a}}={\frac {1\pm {\sqrt {1+4}}}{2}}\\\end{aligned}}}
Com que la corda és més gran que zero ha de ser:
{\displaystyle {\text{crd}}(108^{{}^{\circ }})={\frac {1+{\sqrt {5}}}{2}}}
Que és la secció àuria. Aplicant la fórmula que permet expressar la corda en funció del sinus, aplicant les identitats trigonomètriques de reflexió i pitagòrica i operant, s'obtenen el sinus i el cosinus de l'angle de 36°:
{\displaystyle {\begin{aligned}&\sin(54^{{}^{\circ }})={\frac {1}{2}}{\text{crd}}(2\centerdot 54^{{}^{\circ }})={\frac {1+{\sqrt {5}}}{4}}\\&\cos(36^{{}^{\circ }})=\sin(90^{{}^{\circ }}-36^{{}^{\circ }})=\sin(54^{{}^{\circ }})={\frac {1+{\sqrt {5}}}{4}}\\&\sin(36^{{}^{\circ }})={\sqrt {1-\cos ^{2}(36^{{}^{\circ }})}}={\sqrt {1-\left({\frac {1+{\sqrt {5}}}{4}}\right)^{2}}}\\&\sin(36^{{}^{\circ }})={\frac {\sqrt {16-\left(1+2{\sqrt {5}}+5\right)}}{4}}={\frac {\sqrt {10-2{\sqrt {5}}}}{4}}={\frac {\sqrt {2\left(5-{\sqrt {5}}\right)}}{4}}\\\end{aligned}}}

#### Mètode algebraic
Les identitats de l'angle múltiple per x = {18, 36, 54, 72, 90} i 5x = {90, 180, 270, 360, 450}, es poden resoldre per x, donat que es coneixen els valors de 5x. Les identitats de l'angle múltiple són:
{\displaystyle \sin {5x}=16\sin ^{5}x-20\sin ^{3}x+5\sin x}
{\displaystyle \cos {5x}=16\cos ^{5}x-20\cos ^{3}x+5\cos x}
- On sin 5x = 0 o cos 5x = 0, es fa y = sin x o y = cos x i es troba y:

{\displaystyle 16y^{5}-20y^{3}+5y=0}
Una solució és zero, l'equació de quart grau que en resulta es pot resoldre com una equació quadràtica en {\displaystyle y^{2}}.
- Quan sin 5x = 1 o cos 5x = 1, es fa altre cop y = sin x o y = cos x i es resol y:

{\displaystyle 16y^{5}-20y^{3}+5y-1=0}
que es descompon en els factors
{\displaystyle (y-1)(4y^{2}+2y-1)^{2}=0}

## Taula de les constants

### Sinus i cosinus
Tot seguit es presenten els valors del sinus i el cosinus dels angles de 3 en 3 graus obtinguts a partir dels valors anteriors amb indicació de les identitats que s'apliquen per a trobar-los.
| Angle | Càlcul    | Sinus | Cosinus |
| ----- | --------- | --- | --- |
| 3°    | (36-30)/2 | {\displaystyle {\frac {2(1-{\sqrt {3}}){\sqrt {5+{\sqrt {5}}}}+{\sqrt {2}}({\sqrt {5}}-1)({\sqrt {3}}+1)}{16}}} | {\displaystyle {\frac {2(1+{\sqrt {3}}){\sqrt {5+{\sqrt {5}}}}+{\sqrt {2}}({\sqrt {5}}-1)({\sqrt {3}}-1)}{16}}} |
| 6°    | 36-30     | {\displaystyle {\frac {({\sqrt {6}}){\sqrt {5-{\sqrt {5}}}}-({\sqrt {5}}+1)}{8}}}                               | {\displaystyle {\frac {({\sqrt {2}}){\sqrt {5-{\sqrt {5}}}}+{\sqrt {3}}({\sqrt {5}}+1)}{8}}}                    |
| 9°    | (36/2)/2  | {\displaystyle {\frac {{\sqrt {2}}({\sqrt {5}}+1)-2{\sqrt {5-{\sqrt {5}}}}}{8}}}                                | {\displaystyle {\frac {{\sqrt {2}}({\sqrt {5}}+1)+2{\sqrt {5-{\sqrt {5}}}}}{8}}}                                |
| 12°   | 2*(36-30) | {\displaystyle {\frac {({\sqrt {2}}){\sqrt {5+{\sqrt {5}}}}-{\sqrt {3}}({\sqrt {5}}-1)}{8}}}                    | {\displaystyle {\frac {({\sqrt {6}}){\sqrt {5+{\sqrt {5}}}}+({\sqrt {5}}-1)}{8}}}                               |
| 15°   | 30/2      | {\displaystyle {\frac {{\sqrt {2}}\left({\sqrt {3}}-1\right)}{4}}}                                              | {\displaystyle {\frac {{\sqrt {2}}\left({\sqrt {3}}+1\right)}{4}}}                                              |
| 18°   | 36/2      | {\displaystyle {\frac {{\sqrt {5}}-1}{4}}={\frac {\varphi -1}{2}}={\frac {1}{2\varphi }}}                       | {\displaystyle {\frac {\sqrt {2(5+{\sqrt {5}})}}{4}}}                                                           |
| 20°   | 60/3      | {\displaystyle 2^{-{\frac {4}{3}}}({\sqrt[{3}]{i-{\sqrt {3}}}}-{\sqrt[{3}]{i+{\sqrt {3}}}})}                    | {\displaystyle 2^{-{\frac {4}{3}}}({\sqrt[{3}]{1+i{\sqrt {3}}}}+{\sqrt[{3}]{1-i{\sqrt {3}}}})}                  |
| 21°   | 15+6      | {\displaystyle {\frac {2({\sqrt {3}}+1){\sqrt {5-{\sqrt {5}}}}-{\sqrt {2}}({\sqrt {3}}-1)(1+{\sqrt {5}})}{16}}} | {\displaystyle {\frac {2({\sqrt {3}}-1){\sqrt {5-{\sqrt {5}}}}+{\sqrt {2}}({\sqrt {3}}+1)(1+{\sqrt {5}})}{16}}} |
| 22,5° | 45/2      | {\displaystyle {\frac {\sqrt {2-{\sqrt {2}}}}{2}}}                                                              | {\displaystyle {\frac {\sqrt {2+{\sqrt {2}}}}{2}}}                                                              |
| 24°   | 2*12      | {\displaystyle {\frac {{\sqrt {3}}({\sqrt {5}}+1)-{\sqrt {2}}{\sqrt {5-{\sqrt {5}}}}}{8}}}                      | {\displaystyle {\frac {{\sqrt {6}}{\sqrt {5-{\sqrt {5}}}}+{\sqrt {5}}+1}{8}}}                                   |
| 27°   | 12+15     | {\displaystyle {\frac {({\sqrt {5}}+1){\sqrt {5+{\sqrt {5}}}}-{\sqrt {2}}({\sqrt {5}}-1)}{8}}}                  | {\displaystyle {\frac {({\sqrt {5}}+1){\sqrt {5+{\sqrt {5}}}}+{\sqrt {2}}({\sqrt {5}}-1)}{8}}}                  |
| 30°   | Hexàgon   | {\displaystyle {\frac {1}{2}}}                                                                                  | {\displaystyle {\frac {\sqrt {3}}{2}}}                                                                          |
| 33°   | 15+18     | {\displaystyle {\frac {2({\sqrt {3}}-1){\sqrt {5+{\sqrt {5}}}}+{\sqrt {2}}(1+{\sqrt {3}})({\sqrt {5}}-1)}{16}}} | {\displaystyle {\frac {2({\sqrt {3}}+1){\sqrt {5+{\sqrt {5}}}}+{\sqrt {2}}(1-{\sqrt {3}})({\sqrt {5}}-1)}{16}}} |
| 36°   | Pentàgon  | {\displaystyle {\frac {\sqrt {2(5-{\sqrt {5}})}}{4}}}                                                           | {\displaystyle {\frac {1+{\sqrt {5}}}{4}}={\frac {\varphi }{2}}}                                                |
| 39°   | 15+24     | {\displaystyle {\frac {2(1-{\sqrt {3}}){\sqrt {5-{\sqrt {5}}}}+{\sqrt {2}}({\sqrt {3}}+1)({\sqrt {5}}+1)}{16}}} | {\displaystyle {\frac {2(1+{\sqrt {3}}){\sqrt {5-{\sqrt {5}}}}+{\sqrt {2}}({\sqrt {3}}-1)({\sqrt {5}}+1)}{16}}} |
| 42°   | 18+24     | {\displaystyle {\frac {{\sqrt {6}}{\sqrt {5+{\sqrt {5}}}}-({\sqrt {5}}-1)}{8}}}                                 | {\displaystyle {\frac {{\sqrt {2}}{\sqrt {5+{\sqrt {5}}}}+{\sqrt {3}}({\sqrt {5}}-1)}{8}}}                      |
| 45°   | Quadrat   | {\displaystyle {\frac {\sqrt {2}}{2}}}                                                                          | {\displaystyle {\frac {\sqrt {2}}{2}}}                                                                          |
| 60°   | Triangle  | {\displaystyle {\frac {\sqrt {3}}{2}}}                                                                          | {\displaystyle {\frac {1}{2}}}                                                                                  |

### Tangent i cotangent
A partir dels valors del sinus i del cosinus es calculen els de la tangent i la cotangent emprant les identitats: tan(x)=sin(x)/cos(x) i cor(x)=1/tan(x).
| Angle | Tangent | Cotangent |
| ----- | --- | --- |
| 3°    | {\displaystyle {\frac {\left((2-{\sqrt {3}})(3+{\sqrt {5}})-2\right)\left(2-{\sqrt {2(5-{\sqrt {5}})}}\right)}{4}}} | {\displaystyle {\frac {\left((2+{\sqrt {3}})(3+{\sqrt {5}})-2\right)\left(2+{\sqrt {2(5-{\sqrt {5}})}}\right)}{4}}} |
| 6°    | {\displaystyle {\frac {({\sqrt {2}}){\sqrt {5-{\sqrt {5}}}}-{\sqrt {3}}({\sqrt {5}}-1)}{2}}}                        | {\displaystyle {\frac {{\sqrt {3}}(3+{\sqrt {5}})+{\sqrt {50+22{\sqrt {5}}}}}{2}}}                                  |
| 9°    | {\displaystyle {\sqrt {5}}+1-{\sqrt {5+2{\sqrt {5}}}}}                                                              | {\displaystyle {\sqrt {5}}+1+{\sqrt {5+2{\sqrt {5}}}}}                                                              |
| 12°   | {\displaystyle {\frac {({\sqrt {3}})(3-{\sqrt {5}})-{\sqrt {50-22{\sqrt {5}}}}}{2}}}                                | {\displaystyle {\frac {{\sqrt {3}}({\sqrt {5}}+1)+{\sqrt {2}}{\sqrt {5+{\sqrt {5}}}}}{2}}}                          |
| 15°   | {\displaystyle 2-{\sqrt {3}}}                                                                                       | {\displaystyle \cot 15^{\circ }=2+{\sqrt {3}}}                                                                      |
| 18°   | {\displaystyle {\frac {\sqrt {5(5-2{\sqrt {5}})}}{5}}}                                                              | {\displaystyle {\sqrt {5+2{\sqrt {5}}}}}                                                                            |
| 21°   | {\displaystyle {\frac {\left(2-(2+{\sqrt {3}})(3-{\sqrt {5}})\right)\left(2-{\sqrt {2(5+{\sqrt {5}})}}\right)}{4}}} | {\displaystyle {\frac {\left(2-(2-{\sqrt {3}})(3-{\sqrt {5}})\right)\left(2+{\sqrt {2(5+{\sqrt {5}})}}\right)}{4}}} |
| 22,5° | {\displaystyle {\sqrt {2}}-1}                                                                                       | {\displaystyle {\sqrt {2}}+1}                                                                                       |
| 24°   | {\displaystyle {\frac {{\sqrt {50+22{\sqrt {5}}}}-{\sqrt {3}}(3+{\sqrt {5}})}{2}}}                                  | {\displaystyle {\frac {{\sqrt {2}}{\sqrt {5-{\sqrt {5}}}}+{\sqrt {3}}({\sqrt {5}}-1)}{2}}}                          |
| 27°   | {\displaystyle {\sqrt {5}}-1-{\sqrt {5-2{\sqrt {5}}}}}                                                              | {\displaystyle {\sqrt {5}}-1+{\sqrt {5-2{\sqrt {5}}}}}                                                              |
| 30°   | {\displaystyle {\frac {\sqrt {3}}{3}}}                                                                              | {\displaystyle {\frac {3}{\sqrt {3}}}={\sqrt {3}}}                                                                  |
| 33°   | {\displaystyle {\frac {\left(2-(2-{\sqrt {3}})(3+{\sqrt {5}})\right)\left(2+{\sqrt {2(5-{\sqrt {5}})}}\right)}{4}}} | {\displaystyle {\frac {\left(2-(2+{\sqrt {3}})(3+{\sqrt {5}})\right)\left(2-{\sqrt {2(5-{\sqrt {5}})}}\right)}{4}}} |
| 36°   | {\displaystyle {\sqrt {5-2{\sqrt {5}}}}}                                                                            | {\displaystyle {\frac {\sqrt {5(5+2{\sqrt {5}})}}{5}}}                                                              |
| 39°   | {\displaystyle {\frac {\left((2-{\sqrt {3}})(3-{\sqrt {5}})-2\right)\left(2-{\sqrt {2(5+{\sqrt {5}})}}\right)}{4}}} | {\displaystyle {\frac {\left((2+{\sqrt {3}})(3-{\sqrt {5}})-2\right)\left(2+{\sqrt {2(5+{\sqrt {5}})}}\right)}{4}}} |
| 42°   | {\displaystyle {\frac {{\sqrt {3}}({\sqrt {5}}+1)-{\sqrt {2}}{\sqrt {5+{\sqrt {5}}}}}{2}}}                          | {\displaystyle {\frac {{\sqrt {50-22{\sqrt {5}}}}+{\sqrt {3}}(3-{\sqrt {5}})}{2}}}                                  |
| 45°   | {\displaystyle 1}                                                                                                   | {\displaystyle 1}                                                                                                   |
| 60°   | {\displaystyle {\sqrt {3}}}                                                                                         | {\displaystyle {\frac {1}{\sqrt {3}}}}                                                                              |